# Cellosaurus
Cellosaurus ist eine Zellbiologie-Online-Datenbank über Zelllinien.

## Eigenschaften
Cellosaurus versucht, alle in der biomedizinischen Forschung verwendeten Zelllinien zu dokumentieren. Es wird vom Swiss Institute of Bioinformatics (SIB) bereitgestellt. Es ist eine ELIXIR-Ressource und vom IRDiRC anerkannt. Seit Juli 2018 sind die Zelllinien von Cellosaurus auch bei Wikidata gespeichert.
Es enthält Informationen zu mehr als 144.000 Einträge von Zellen (Stand 2023) und manuell kuratierte Informationen. Für jede Zelllinie werden ein empfohlener Name, Synonyme und die Art des Ursprungs aufgelistet. Weitere Arten von Informationen umfassen standardisierte Krankheitsterminologie (für Krebs- oder immortalisierte Zelllinien), den Transformanten, der verwendet wurde, um eine Zelllinie zu immortalisieren, transfizierte oder ausgeschaltete Gene, Mikrosatelliteninstabilität, Verdopplungszeit, Geschlecht und Alter des Spenders (Patient oder Tier), wichtige Sequenzvariationen, weiterführende Links, Veröffentlichungsreferenzen und Querverweise auf fast 100 verschiedene Datenbanken, Ontologien und Zellsammlungen. Weiterhin führt Cellosaurus eine Datenbank mit problematischen Zelllinien.